# Vittoria Ottolenghi

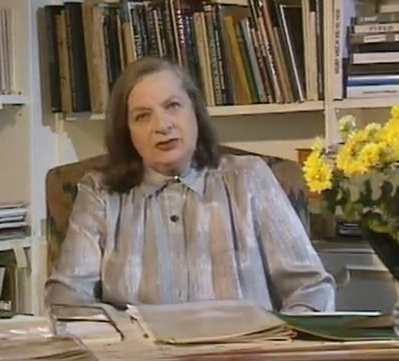
Vittoria Ottolenghi nel programma Maratona d'estate

Vittoria Ottolenghi (Roma, 8 aprile 1924 – Roma, 10 dicembre 2012) è stata una scrittrice, giornalista e saggista italiana.

## Biografia
Sorella minore dell'attrice Carla Bizzarri, Vittoria Ottolenghi svolse sin dall'età di trent'anni le attività di scrittrice, critica, saggista e giornalista dedicandosi in particolar modo allo spettacolo, tanto da affermarsi come tra le più celebri esperte italiane di balletto.
Il padre, agnostico, era di religione ebraica, ma la madre era cattolica (sebbene non praticante) e questo riuscì a salvarla dalle persecuzioni antisemite negli anni Quaranta.
Lavorò e visse a Roma, dove studiò al Liceo classico Ennio Quirino Visconti, per poi laurearsi in letteratura inglese alla Sapienza con Mario Praz.
Si appassionò quasi per caso allo studio della danza quando le venne affidato l'incarico di redattrice nel settore Danza e Teatro Musicale della monumentale Enciclopedia dello Spettacolo (1954-1968) di Silvio D'Amico, cimentandosi come autodidatta nello studio di questa disciplina fino ad allora a lei pressoché ignota e poi lavorando alla redazione dell'opera per oltre dieci anni come autrice e redattrice per il settore.
Fu una delle più care amiche di Rudol'f Nuriev.
Nel 1956 iniziò il suo lavoro di critico di danza anche per «Paese sera», cui più tardi affiancò regolari collaborazioni con importanti quotidiani e riviste (Il Mattino, Il Resto del Carlino, L'Espresso, Musica viva, Balletto oggi, Anna, Prima fila). Dal 1960 lavorò per la RAI-Tv all'ideazione, alla cura ed alla realizzazione di programmi sempre primariamente dedicati al balletto, alcuni dei quali da lei anche condotti; tra questi, il più celebre è Maratona d'estate, appuntamento fisso dei sabati mattina estivi di Rai Uno per oltre vent'anni (1978-1999), in palinsesto un'ora prima del telegiornale delle 13.30 e al quale si deve, in gran parte, la diffusione della cultura della danza in Italia.
Nel 1971 firmò uno sceneggiato radiofonico, Marilyn: una donna, una vita - con Isabella Biagini come attrice protagonista - trasmesso da Radio 2 e più volte riprogrammato.
Creò per Rai Uno, con Vittoria Cappelli, gli spettacoli Le Divine, dalla Piazza dei Miracoli di Pisa (1987), Mantova Festa a Corte (1988), Festa da Napoli (1989), Il gioco dell'Eroe (Roma, 1990),Gli Specchi di Trieste (Trieste, 1991), Los Divinos (Madrid 1993), Sport-in-danza (Roma 1994), Il Paese delle Sirene (Sorrento, 1995 e 1996), Bergamo, Festa in Piazza (1996), Una rosa per il 2000 (1998) e Torino, Notte di stelle (1999) tutti trasmessi in Eurovisione-Intervisione.
Curò inoltre seminari di analisi della danza presso il Teatro Municipale Romolo Valli di Reggio Emilia, il Teatro dell'Opera di Roma ed il Teatro San Carlo di Napoli e varie serie di conferenze-spettacolo all'Accademia Filarmonica Romana ed alla Piccola Scala di Milano.
Per oltre dieci anni collaborò al Festival dei Due Mondi di Spoleto curandone dal 1988 al 1996 il coordinamento per il settore Danza e fu altresì membro della Commissione Consultiva per la Danza della Presidenza del Consiglio (1997-2000).
Fu autrice di numerosi saggi fino ad età avanzata.
Nel 2009, già gravemente ammalata e costretta all'uso di ossigeno per problemi respiratori, propose la sua collaborazione nella realizzazione di un'opera letteraria da tempo immaginata, ossia il primo volume organico sullo spettacolo en travesti in Italia (In scena en travesti- Il travestitismo nello spettacolo italiano Croce, Roma 2009), che affidò al giornalista e saggista napoletano Andrea Jelardi quale autore assieme ad altri esperti del settore (Giuseppe Farruggio, Edoardo Savarese, Giordano Bassetti). Con il suo fondamentale aiuto e l'ausilio dei suoi ricordi, il libro - del quale firmò la prefazione - ripercorre in maniera completa e accurata la storia nel travestitismo italiano nei suoi vari generi, anche con interviste e contributi di vari autori.
Morì a Roma, durante un ricovero all'ospedale Sant'Andrea il 10 dicembre 2012, all'età di 88 anni.Alla Filarmonica Romana donò oltre 600 tra volumi e documenti video di danza che sono stati raccolti nel Fondo Vittoria Ottolenghi.

## Pubblicazioni
- Tutti buoni, Pantheon, 1995, ISBN 978-88-743-4031-6.
- D come Danza, Maddalena Di Giacomo, 2000.
- Dionisiache. Le danze dal Parnaso a Nijinsky, con Caterina Napoleone, Jouvence, 2006, ISBN 978-88-780-1366-7.
- Perché la solita Giselle? Dialogo sul balletto perfetto, Compositori, 2007, ISBN 978-88-779-4591-4.
- Mi è caduta la danza nel piatto, Croce Libreria, 2008, ISBN 978-88-893-3795-0.
- La danza. Tersicore adorata, Excelsior 1881, 2008, ISBN 978-88-615-8086-2.
- In scena en travesti, il travestitismo nello spettacolo italiano, (autrice della prefazione e collaboratrice con gli autori) di Andrea Jelardi, Croce, 2009.
- L'enigma, l'estro, la grazia, a cura di F. Adamo, Milano-Udine, Mimesis, 2014, ISBN 978-88-575-2315-6.

## Premi e onorificenze
- San Valentino d'oro, Terni
- Premio Edoardo Scarfoglio, Roma